# Абу Дулаф аль-Хазраджі
Абу Дулаф аль-Хазраджі (араб. أبو دُلف الخزرجي) — арабський поет, географ і мандрівник, вчений X століття. Відомий своїми записами про Середню Азію, Китай та Індію.

## Біографія
Наразі, історикам невідоме час народження і смерті Абу Дулафа, але безперечно, що він жив в X ст. в східній частині халіфату. Повне ім'я: Абу Дулаф Міссар ібн аль-Мухальхіль аль-Хазраджі аль-Янбу'і (араб. أبو دلف الخزرجي الينبوعي مسعر بن مهلهل).
Судячи по імені, ми можемо стверджувати, що він мав чисто арабські корені. Перша нісба в імені Абу Дулафа — аль-Хазраджі — дозволяє припускати, що він був родом з Медінського племені Хазрадж, яке зіграло в VII ст., тобто за часів Мухаммеда, велику роль в організації арабської держави. Друга — аль-Янбу'і, можливо, вказує на місце народження автора — портове місто Янбу, яке знаходилося на березі Червоного моря. Швидше за все, він був одним із небагатьох літераторів (адибів), яким умови життя давали можливість для широких досліджень.
Зі слів самого Абу Дулафа, доля закинула його, швидше за все, в ролі бродячого поета-панегіриста до двору Насра ІІ ібн Ахмеда (914—943 рр.), із династії Саманідів, в Бухарі. В кінці його правління, ймовірно близько 942 р, в Бухарі побувало китайське посольство, і Абу Дулаф скориставшись нагодою, супроводжував його назад.. Таким чином, з 942—952 рр. він побував в різних місцевостях Ірану; користувався заступництвом намісника в Сеїстані (північно-східний Афганістан), Абу-л-Фарадж Кудама ібн Джафар, який правив у 942—963 рр. Тобто, він проїхав Середню Азію, Східний Туркестан, Тибет, а потім через Китай невідомим шляхом попрямував до Індії, звідки через піщані землі Сіджистану повернувся в мусульманські країни. Згідно з повідомленням ас-Саалібі (961—1038) в його поетичній антології Йатімат ад-дахр, Абу Дулаф бував при дворі буїдського візира, відомого літератора Ісма'йла ібн сАббада на прізвисько ас-Сахіб (пом. в 995 р). У ті ж роки він склав свою другу записку з описом пам'яток Азербайджану, Вірменії, та Ірану (941 р.).
Майже всі джерела, що згадують Абу Дулафа, називають його поетом, але тільки в праці ас-Саалібі «Йатімат ад-дахр фі махасін ахль аль-аср» (перек. «Перлина століття») збереглися деякі зразки його поетичної творчості: кілька коротких уривків і одна велика касида «Ізлийтесь, криваві сльози…». Касида присвячена жаргонами (таємній мові) і витівкам спритних бродяг, які в цю пору носять вже деградоване прізвисько «Сасанідів», поті Абу-Дулаф підніс її ас-Сахібу і отримав за неї щедру винагороду від захопленого покровителя.
Прекрасний знавець поезії — ас-Саалібі вважає Абу Дулафа витонченим, надзвичайно дотепним і уїдливим поетом; він зараховує його до поетичних знаменитостей своєї епохи, які зібралися навколо прославленого мецената і досить відомого літератора ас-Сахіба.
У ан-Надіма він був названий «джаувала», тобто — людина, яка обійшла багато країн.
У аль-Казвін (Cazwini, Kosmographie, II, стор. 267, 13-14), зустрічається подібне ж висловлювання про нього:
 «Він був знаменитим мандрівником, який об'їздив багато країн і бачив їх дивини».

## «Друга записка» Абу Дулафа
Композиційно робота виглядає, як маршрут якоїсь подорожі, яке починається від міста аш-Шиза, і завершується характеристиками Ісфахана і міст Хузестана. Часто окремі описи Абу Дулаф пов'язує виразами на кшталт: «Я дійшов до …», «Ти прийдеш до …».
Деякі описувані в «Записці» місця Абу Дулаф невідомо, чи відвідав. Наприклад, він погано знав Дайлен і Хорезм, оскільки не дає про них детальну інформацію, а обмежується загальною короткою характеристикою, що різко контрастує з ґрунтовними описами добре знайомих йому місць.
Абу Дулаф намагається якомога менше говорити про себе і не описує майже ніяких побутових подробиць про свої поїздки; не повідомляє він також ніяких даних історичного, адміністративного, маршрутного або географічного характеру, які могли бути відомі з інших творів або офіційних джерел. Скупо і лаконічно він описує найбільш яскраві пам'ятки, які йому доводилося бачити, і, слідуючи своєму маршруту, вміло набирає яскраву мозаїку з описів рідкісних пам'ятників архітектури, дивовижних явищ природи і цікавих легенд.
Абу Дулаф описує столицю «китайського царства». Швидше за все, він побував в Китаї в так званий період П'яти династій і, швидше за все, відвідав один з північних столичних центрів країни, що знаходяться в трьох днях шляху від Великої китайської стіни. Описане їм місто, мало систему каналів, яка забезпечувала водопостачання і каналізацію, чітке планування паралельних вулиць, що сходяться до палацу, оборонні стіни, забезпечені воротами, тобто, цілком передає враження китайської міської архітектури.
Як і в інших арабських середньовічних джерелах, Абу Дулаф описує свою зустріч з «китайським царем» і докладну розмову з ним про вдачі і життя його царства.
Мабуть, одним із перших авторів, він згадує про видобуток нафти в Баку і про легендарні каменерізи Фархад; він же з ризиком для життя сходить на г. Демавенд і викриває міф про Даххака.
Звертає увагу до покладів різних корисних копалин, що, за його словами, були пов'язані з вподобаними заняттями з фарамакологією та алхімією. Абу Дулаф вказує більш 40 родовищ копалин — золота, свинцю, ртуті, міді і багатьох інших.
У цьому ж зв'язку слід згадати про великий інтерес Абу Дулафа до мінеральних джерел і лікарським властивостям деяких рослин.
Також, Абу Дулаф наводить ряд легенд і переказів здебільшого на підставі усної народної традиції, розповіді про окремі цікаві явища природи, ряд відомостей історичного, економічного, історико-культурного та географічного порядку.
Такий характер змісту «Другої записки». Велика насиченість цікавим, які часто ніде більше не зустрічається, і в основному достовірними матеріалами ставить її в число цінних джерел з історії та історичної географії Закавказзя, та Ірану.

## Географічні твори Абу Дулафа та їх дослідження
Опис подорожей Абу Дулафа, точніше уривки, збереглися тільки в «Муджам аль-Бульдан» Якута аль-Хамаві і в «Космографії» ал-Казвін. Повідомлення Абу Дулафа розповідають про не мусульманські країни і народи, а про тюркські племена Середньої і Центральної Азії, про Китай та Індію.
Історики такі як, Вюстенфельд, Шлецер, з пізніших Григор'єв, Бартольд, після досліджень, 1 записки, прийшли до висновку, що твір є зводом географічних уявлень, поширених в тогочасну епоху, в східній частині халіфату, про Китай, Середню Азію і Індію, до того ж не дуже вдало скомпільований і, ймовірно, тільки приписаний Абу Дулафу.
Відкриття, в 1923 р., в Мешхеді збірки географічних творів дало в розпорядження вчених оригінал опису подорожей Абу Дулафа.
З'ясувалося, що воно являє два самостійних, але тісно пов'язаних один з одним твори; мабуть, від самого автора виходять їх заголовки — рісала («послання, записка») з порядковими номерами: перша і друга.
Уривки з «Другої записки» ставали відомими в науці в міру того, як видавалися ті великі компілятивні твори, в які вона увійшла по частинах, із зазначенням імені Абу Дулафа, або анонімно.
На початку 40-х років П. К. Жузе підготував переклад витягнутих з «Географічного словника» Якута уривків, що містять відомості про Азербайджан і Кавказі взагалі. При редагуванні цих перекладів історик І. Ю. Крачковський використовував Мешхедський рукопис і встановив, що значна частина матеріалу Якута про Кавказ запозичена з «Другої записки» Абу Дулафа. Хоча Якута приділяє дуже велику увагу повідомленнями Абу Дулафа і користується в словнику ними дуже часто, він не приховує свого недовір'я до повідомлень мандрівника. Згаданий уривок про місто аш-Шиза він закінчує словами, які задають тон усім його цитатами з Абу Дулафа (Jacut GW, III, стор. 361, 1-з):
"Каже нікчемний раб Аллаха, якому він потрібен, укладач цієї книги. Все це йде від Абу Дулафа Міссара Ібн Аль-Мухальхіля, поета, і я вільний від відповідальності за істинність цього, тому що з його слів розповідали і незвичайне, і брехливе. Я ж передав це так, як знайшов, а Аллах краще знає ".
У 1950—1951 рр. були зроблені перші кроки до видання «Другої записки»: підготовлений початковий варіант тексту з перекладом і примітками. Його виконали студенти кафедри арабської філології східного факультету Ленінградського державного університету, під керівництвом доцента В. І. Бєляєва.

## «Ізлийтесь, криваві сльози…»— історичний аналіз касиди
На жаль, лише деякі його твори дійшли до наших днів. Серед них особливу увагу заслуговує його невелика поема з прославлянням так званого «племені Саса» — корпорації бродяг, жебраків і фокусників, що грала, очевидно, чималу роль в житті середньовічного арабо-мусульманського міста.
« … Ізраїльтяни … море переходили …» — натяк на біблійну легенду, яка увійшла в Коран, про вихід євреїв з Єгипту. Рамадан — дев'ятий місяць мусульманського календаря, місяць посту.
«Убитий Хусейн …» — одним з неодмінних правил поведінки шиїтів є постійне нагадування про четвертого сина «праведного» халіфа Алі-Хусейна, вбитого при Кербелі в 680 році. Осман — третій «праведний» халіф (644—656), убитий прихильниками Алі, розглядався шиїтами як узурпатор влади, тоді як ортодоксальні суніти вважали його владу законною. Існад — перерахування імен людей, які передавали хадис (священний переказ про вчинки і висловлювання пророка Магомета). Сеїд — так іменували мусульмаш, що ведуть своє походження від Магомета. «… Бранець Муїза ад-Дауля — Мути, халіф праведних» — насмішка над становищем халіфа в X столітті. Муті, який був іграшкою в руках Муіза ад-Дауля (936—949), представника іранської династії Буїдів, які встановили повну владу над Багдадом. За повідомленням джерел, Буїди тримали халіфів в повній убогості, і Муті навіть змушений був просити милостиню.